# Ligne de Villefranche-sur-Cher à Blois
La ligne de Villefranche-sur-Cher à Blois est une ancienne ligne de chemin de fer française, créée en 1884, qui reliait les gares de Villefranche-sur-Cher et de Blois - Chambord, toutes deux situées dans le département de Loir-et-Cher. Seules deux courtes sections subsistent aujourd'hui, la ligne est en grande partie déposée depuis l'arrêt du trafic.
Elle constitue la ligne n° 591 000 du réseau ferré national.

## Histoire
La section de Villefranche-sur-Cher à Romorantin est concédée à la Compagnie du chemin de fer de Paris à Orléans (PO) par une convention signée entre le Ministre des travaux publics et la Compagnie le 26 juillet 1868. Cette convention est approuvée par décret impérial à la même date. Elle a été ouverte à l'exploitation en 1872.
La section de Romorantin à Blois, partie d'un itinéraire de Vendôme à Romorantin, a été déclarée d'utilité publique par la loi du 31 décembre 1875 (ligne de Vendôme à Romorantin par ou près Blois). Une loi du 14 juin 1878 autorise le ministère des Travaux publics à entamer les travaux de construction de cette section. Construite par l'État, la loi du 11 août 1883en confiait l'exploitation provisoire au PO. Dès le 13 octobre 1883, la ligne était ouverte à l'exploitation entre Romorantin et Vineuil - Saint-Claude. La section de Romorantin à Blois est concédée par l'État à la Compagnie du chemin de fer de Paris à Orléans par une convention signée entre le ministre des Travaux publics et la compagnie le 28 juin 1883. Cette convention est approuvée par une loi le 20 novembre suivant. L'ouverture à l'exploitation de la section entre Vineuil - Saint-Claude et Blois a eu lieu le 31 octobre 1884.
La section de Romorantin à Blois (PK 131,428 à 173,000) est déclassée par décret le 12 novembre 1954.

## Tracé, parcours
La voie unique se raccorde à un kilomètre de la gare de Blois, aux lignes de Paris à Bordeaux et de Pont-de-Braye à Blois. Elle traverse principalement les communes de Blois, La Chaussée-Saint-Victor, Vineuil, Cour-Cheverny, Fontaines-en-Sologne, Mur-de-Sologne, Romorantin-Lanthenay et se raccorde au niveau de la gare de Villefranche-sur-Cher à la ligne de Vierzon à Saint-Pierre-des-Corps.
La ligne traversait la Loire à hauteur du lieu-dit « Le Moulin Chouard » et le château de La Borde à Macé pour arriver à la gare de Vineuil-St-Claude, au lieu-dit Les Noëls/ Les Vergers. Après avoir franchi le Cosson et le Beuvron par deux ouvrages en pierre, la ligne débouchait à Cour-Cherverny au lieu-dit « La Touche ». Le randonneur peut repérer facilement le tracé de la ligne.
Le chemin de fer continue vers Romorantin et traverse bois, étangs et champs. Les gares se succèdent : « La Gaucherie », gare de Fontaines et de Soings-en-Sologne ; Mur-de-Sologne ; Romorantin et Villefranche-sur-Cher, au lieu-dit « La Croix David ». Entre les gares, de nombreuses anciennes maisons de garde-barrière, habitées ou pas, subsistent encore tout le long de la ligne.
Durant la Seconde Guerre mondiale, le pont permettant à la ligne d'enjamber la Loire entre La Chaussée-Saint-Victor et le hameau des Noëls, est bombardé et détruit. Le trafic est totalement interrompu, la ligne est déclassée, puis partiellement déposée.

## Caractéristiques aujourd'hui
Seules deux courtes sections subsistent avec un trafic de fret, la plateforme de l'ancienne ligne est réutilisée à Cour-Cheverny pour la réalisation d'une rocade.
Via les gares de Blois et de La Chaussée St-Victor, cette dernière encore visible de nos jours dans la zone artisanale des Gailletrous. Il est possible de parcourir le viaduc des Noëls à Vineuil à pied ( streetview). 

### Section Blois - La Chaussée
Une ligne de trois kilomètres entre Blois et La Chaussée, elle dessert les zones industrielles de ces deux communes et est utilisée comme embranchement particulier pour le fret. 

### Section Villefranche - Romorantin
Une ligne de six kilomètres entre Villefranche et Romorantin, avec un embranchement à Romorantin vers l'aérodrome de Pruniers. Elle est utilisée pour le transport de matériel, et à l'acheminement de matériel roulant pour la compagnie du Blanc-Argent, qui a ses ateliers en gare de Romorantin-Lanthenay.